# The Network
The Network ist eine US-amerikanische New-Wave-Band.

## Geschichte
In ihrem Gründungsjahr 2003 veröffentlichten sie ihr erstes Album Money Money 2020 unter dem Label von Adeline Records, dem Label von Billie Joe Armstrong und Jason White. Die Presse griff zu diesem Zeitpunkt Gerüchte auf, The Network sei ein Nebenprojekt von Green Day, und Billie Joe Armstrong, Tré Cool und Mike Dirnt würden ebenso wie Jason White zu The Network gehören, allerdings träten sie unter einem Pseudonym auf. 2004 wurden zwei Bonustracks, Hammer of the Gods sowie Teenagers from Mars, ein Cover der Band Misfits, unter dem Major-Label Reprise Records veröffentlicht. Armstrong, Cool und Dirnt werden dort sowohl als Komponisten wie auch als Texter geführt, Cool und Dirnt allerdings unter ihren Geburtsnamen Frank Edwin Wright III und Michael Pritchard. Ferner wurden sie von Foxboro Hot Tubs, ein weiteres, bestätigtes Nebenprojekt von Green Day, gecovert.
Ein weiteres Mitglied der Band ist möglicherweise Reto Peter, ein Schweizer Produzent. Bei einer inszenierten Pressekonferenz auf der Disease-Is-Punishment-DVD werden einige Fragen auf Schweizerdeutsch beantwortet, außerdem ist Reto der Co-Produzent des Albums Money Money 2020 und es gibt auf diesem ein Lied mit dem Titel Reto.
Obwohl Green Day im Zuge der Spekulationen um die Besetzung von The Network stets eine Beteiligung geleugnet hatten, bestätigte Bassist Mike Dirnt 2013 erstmals in einem Interview, dass Green Day tatsächlich hinter The Network stecken.

## Diskografie

### Alben
- Money Money 2020 (9. September 2003; Wiederveröffentlichung: 9. November 2004)
- Money Money 2020 Part II: We Told Ya So! (4. Dezember 2020)

### EPs
- Trans Am (20. November 2020)

### DVDs
- Disease Is Punishment (9. November 2004)